# Obonye Moswate
Obonye Moswate (ur. 6 sierpnia 1986 we Francistown) – botswański piłkarz grający na pozycji prawego obrońcy. Od 2018 jest piłkarzem klubu Extension Gunners FC.

## Kariera klubowa
Swoją karierę Moswate rozpoczął w klubie Stone Breakers FC. W sezonie 2005/2006 zadebiutował w jego barwach w drugiej lidze botswańskiej. W latach 2006–2009 występował w Jwaneng Comets FC, a w latach 2009-2013 w TAFIC FC. W latach 2013–2016 był zawodnikiem Township Rollers, z którym w sezonie 2013/2014 wywalczył mistrzostwo Botswany. W latach 2016/2018 grał w Orapa United FC, a w 2018 został zawodnikiem Extension Gunners FC.

## Kariera reprezentacyjna
W reprezentacji Botswany Moswate zadebiutował 18 maja 2014 w zremisowanym 0:0 meczu kwalifikacji do Pucharu Narodów Afryki 2015 z Burundi. Od 2014 do 2015 wystąpił w kadrze narodowej 14 razy.